# ناصر فکوهی
ناصر فکوهی (زادهٔ ۲۴ اردیبهشت ۱۳۳۵) انسان‌شناس، نویسنده و مترجم ایرانی است. وی همچنین استاد گروه انسان‌شناسی دانشکده علوم اجتماعی دانشگاه تهران، مدیر وبگاه انسان‌شناسی و فرهنگ و عضو انجمن بین‌المللی جامعه‌شناسی و ایران‌شناسی‌است.
فکوهی دکترای جدید انسان‌شناسی سیاسی خود را در سال ۱۳۷۳ از دانشگاه پاریس دریافت کرد. وی آثار متعددی در حوزهٔ انسان‌شناسی -اعم از تألیف و ترجمه- دارد. از مهم‌ترین تألیفات وی می‌توان به کتاب‌های تاریخ اندیشه و نظریه‌های انسان‌شناسی، انسان‌شناسی شهری و پاره‌های انسان‌شناسی اشاره کرد. وی گفتگوها و میزگردهای فراوانی با اندیشمندان ایرانی همچون عبدالله کوثری، رامین جهانبگلو، علی بلوکباشی، شهلا حائری و غیره در ارتباط با انسان‌شناسی و حوزه‌های مرتبط با آن داشته‌ است.
رامین جهانبگلو در مقاله‌ای در وبگاه ایندیَن اکسپرس، فکوهی را در کنار جواد طباطبایی، بابک احمدی، حمید عضدانلو، موسی غنی‌نژاد و فاطمه صادقی جزو روشنفکران گفتمانی دانسته که در مقابل روشنفکران دهه هفتاد و هشتاد قرار می‌گیرند.
فکوهی در گفتگوها و مقالات خود با نگاهی انسان‌شناسانه به موضوعات متفاوتی همچون جوانان و ازدواج آن‌ها، زنان، مشکلات نظام دانشگاهی، بومی گزینی، نقد فیلم‌های داستانی و مستند و وقایع سیاسی خاورمیانه پرداخته، همچنین به بسط رویکرد اخیر خود در ارتباط با اقوام و حوزه‌های مختلف فرهنگ و هویت قومی و غیره در مجلات، روزنامه‌ها، وبگاه‌های خبری و جامعه‌شناسی داخل و خارج از ایران و همچنین جلسات نقد و بررسی در اجلاس‌های مختلف پرداخته‌است. همچنین وی در حال به پایان رساندن پروژهٔ انسان‌شناسی تاریخ فرهنگی ایران معاصر است که بیش‌تر ملهم از نظریات پساآنال است.

## زندگی و تحصیلات
ناصر فکوهی در میدان کاخ (فلسطین کنونی)، خیابان مشتاق دیده به جهان گشود. پدرش محمدعلی فکوهی تاجری نیشابوری، و مادرش فاطمه عبادی، اهلِ تهران بود. فکوهی در یک خانوادهٔ پرجمعیت با سه خواهر و پنج برادر به دنیا آمد. والدین وی با وجود تحصیلات اندک، به‌شدت نسبت به تحصیلات فرزندانشان حساس بودند. وی که علاقهٔ فراوانی به سینما داشت، تمام اوقات فراغتش را به تماشای فیلم‌ها و مطالعهٔ کتاب‌های هنری و سینمایی می‌گذراند و گاه نقد فیلم هم می‌نوشت که چند مورد از آن‌ها در نشریاتی مانند مجله فردوسی منتشر شدند. دوره‌های دبستان و راهنمایی را در مدرسهٔ بهشت واقع در تهران خیابانِ ابوریحان بیرونی سپری کرد. پس از آن دورهٔ متوسطهٔ خود را در دبیرستان هدف گذراند. او دیپلم خود را در سال ۱۳۵۳ دریافت کرد. یک سال بعد، یعنی در سال ۱۳۵۴، برای ادامه تحصیل در رشتهٔ علوم طبیعی راهی شهر ساوت‌همپتون شده و در کالج سنت جیمز شروع به تحصیل کرد. طولی نکشید که تغییر رشته داده، به جامعه‌شناسی علاقه‌مند و برای تحصیل به فرانسه رفت. به مدت یک سال نیز در دانشگاه هنرهای زیبای پاریس (بوزار) معماری و شهرسازی خواند. در فرانسه با ماگنولیا میرهاشم‌زاده که او نیز دانشجو بود آشنا شد و در سال ۱۳۵۸ ازدواج کرد. نتیجهٔ این ازدواج ۲ فرزند شد.
او مدرک کارشناسی خود را در سال ۱۳۵۹ و درجهٔ کارشناسی ارشد را سال ۱۳۶۱ در رشتهٔ جامعه‌شناسی از دانشگاه پاریس اخذ کرد. پس از وقفه‌ای پنج‌ساله، در سال ۱۳۶۶ تصمیم به ادامهٔ تحصیلات در مقطع دکتری گرفت. رسالهٔ دکتری او «مفهوم سیاست در مزدیسنا ساسانی» در سال ۱۳۷۳ ارائه شد؛ رساله‌ای که چهار سال بعد، از طرف وزارت فرهنگ و ارشاد اسلامی به‌عنوان برندهٔ جایزهٔ پژوهش‌های بین‌المللی سال شناخته شد. وی بعد از بیست سال زندگی در اروپا، در سال ۱۳۷۳ به ایران بازگشت.

## فعالیت‌های علمی
ناصر فکوهی با ورود به ایران همکاری حرفه‌ای خود را با مطبوعات و نشریات تخصصی در حوزه شهرسازی آغاز کرد. وی هم‌اکنون مشغول تدریس در دانشکده علوم اجتماعی دانشگاه تهران است. حضور در همایش‌های داخلی و بین‌المللی و ارائه مقاله در این همایش‌ها و میزگردها از جمله فعالیت‌های وی‌ است.
از ناصر فکوهی تاکنون کتاب‌ها، نوشته‌ها، مقالات و گفتگوهای بسیاری در حوزهٔ انسان‌شناسی و فرهنگ منتشر شده‌است. وی در ستون پرسش از فرهنگ در روزنامه شرق مطالبی در حوزه جامعه‌شناسی نوشته و در روزنامه‌های سرمایه و همشهری، و مجله تخصصی مهرنامه نیز در حوزهٔ تخصصی خود مطالبی به صورت مقاله و گفتگو منتشر کرده‌است.
فکوهی در زمینه نقد فیلم‌های مستند و سینمایی نقدها و سخنرانی‌هایی در مجامع مختلف با حضور منتقدان و کارگردانان سرشناس سینمایی انجام داده‌است من‌جمله در نشست‌های نقد فیلم در دانشکده علوم اجتماعی دانشگاه تهران و نشست‌های انجمن انسان‌شناسی و فرهنگ.
- پروژه انسان‌شناسی تاریخ فرهنگی ایران معاصر

از دیگر فعالیت‌های وی، پروژه انسان‌شناسی تاریخ فرهنگی ایران معاصر (از مشروطه تا امروز) است. هدف از این پروژه اتصال به این روند در رویکردهای تاریخی، دست‌کم در حوزه انسان‌شناسی تاریخی و در قالب تاریخ معاصر ایران است. چارچوب نظری وی در این پروژه، بیشتر ملهم از نظریات پساآنال است. پروژه انسان‌شناسی تاریخ فرهنگی ایران معاصر (چه در حوزه فرهنگ رسمی و چه در حوزه فرهنگ اقوام ایرانی) بر آن است که در حد توان با پشتوانه‌ای مدنی و غیروابسته به هرگونه نظام‌های هژمونیک، دست به بازسازی تدریجی این تاریخ بزند.
یکی از نتایج این پروژه، گفتگویی بود تفصیلی با جلال ستاری پیرامون «تاریخ فرهنگی ایران معاصر» با بیش از ۷۰۰ صفحه از خاطرات وی همراه با بررسی ریز آثار و افکار و اندیشه‌های وی.
- کمیته زبان، مفاهیم و واژگان علوم اجتماعی

از مهرماه سال ۱۳۸۹، با مسئولیت ناصر فکوهی کمیته زبان، مفاهیم و واژگان علوم اجتماعی، در انجمن جامعه‌شناسی ایران آغاز به کار کرد. تشکیل این کمیته با هدف فراهم آوردن زمینه‌های مشارکت مؤثرتر استادان و پژوهشگران ایرانی در دنیای چند زبانی علوم اجتماعی معاصر انجام شده‌است.

## دیدگاه‌ها

### رسانه
- دلایل کشش در پندار کنشگران اجتماعی

در نظر فکوهی سیستم‌های ممنوعیت است که در کشورها باعث جذابیت موضوع می‌شوند. این ممنوعیت با ایجاد نوعی کشش، این پندار را در ذهن کنشگران ایجاد می‌کند که چیز ممنوع، لزوماً در خود خواص و امتیازاتی دارد که در آنچه ممنوعیتی ندارد، وجود ندارد. برای نمونه می‌توان به فیلم‌ها و کتاب‌هایی بسیار معمولی و بی‌ارزشی اشاره کرد که گاه‌وبیگاه ممنوع می‌شوند و زمانی که از ممنوعیت خارج می‌شوند، مخاطبانی به مراتب بیشتر پیدا می‌کنند.
- نسل جدید شبکه‌های ماهواره‌ای غیررسمی

فکوهی دو دلیل عمده را برای این امر می‌بیند، دلیل اصلی را نیازی می‌داند که در مخاطبان این شبکه‌ها وجود دارد و نمی‌توانند پاسخ خود را در شبکه‌های کشور بیابد. به باور فکوهی پدیده‌های اجتماعی را نه از دید شک و توطئه، بلکه باید از نگاه نیازها نگریست. زیرا پاسخ بسیاری از مسائل را با سهولت بیشتر و کارایی قابل اعتمادتری می‌بیند. فکوهی در مورد مخاطبان این شبکه‌های ماهواره‌ای بر این باور است که اگر مخاطب به هر دلیلی گمان کند اطلاعاتی که شبکه‌های رسمی در اختیارش می‌گذراند آن چیزهایی نیستند که در خور اوست یا تمایل به دیدنشان دارد، بدون شک به سراغ جایی خواهد رفت که این موارد را بیابد.
- کثرت تارنماهای پورنو در ایران

به عقیدهٔ فکوهی علت گسترش پورنوگرافی سایبری در بین جوانان ایران، نسبت بالای جمیعت جوان جامعهٔ ایران و مهیا نبودن شرایط ازدواج است که باعث انفجار در میان نسل جوان در اینترنت و در زمینه مسائل جنسی شده‌است. او یکی دیگر از دلایل را افزایش سن ازدواج می‌داند.
به باور وی گسترش تارنماهای پورنوگرافی در ایران باعث آسیب‌های جدی حوزه دنیای مجازی به صورت انفجاری بزرگ شده‌است. وی تبعات آن را روابط مبهم و متناقض بین‌جنسیتی دانسته، و افزایش شدید ایدز، گسترش شدید تارنماهای پورنوگرافیک و پورنوگرافی زیرزمینی و محتوای آن‌ها، خشونت علیه زنان و کودکان و سوءاستفاده از آنان، از موارد آسیبی روابط بین جنسیتی می‌شمارد. وی این قبیل تارنماها را از پربیننده‌ترین تارنماها در بین مخاطبان ایرانی می‌داند و آنچه که در این پورنو گرافی بومی بیشتر به چشم می‌بیند، مسئله زنای با محارم است که اغلب به صورت متن و نه عکس یا فیلم بیان شده‌است. به زعم فکوهی این تغییرات در مناسبات بین‌جنسیتی آثار و پیامدهای مثبت و منفی داشته‌است که از پیامدهای مثبت آن به ورود زنان به تقریباً تمام عرصه‌های عمومی، پذیرش بسیار نسبی و غیرشفاف روابط بین‌جنسیتی در برخی از گروه‌های شهری و جرم‌زدایی نسبی از برخی از حوزه‌های آسیب‌شناختی اشاره دارد و در بحث از آثار منفی مواردی نظیر خودکشی دختران، افزایش روسپی‌گری و تمرکززدایی از شکل حرفه‌ای به اشکال غیرحرفه‌ای و شبه‌حرفه‌ای، گسترش نرخ طلاق و شکننده‌تر شدن آن به دلیل بالا رفتن روابط مبادله‌ای در آن را اشاره می‌کند.
- واژگان علوم‌اجتماعی

فکوهی در مورد واژگان علوم اجتماعی که دارای تنوع و تعدد معادل‌های فارسی بسیاری‌است بر این باور است که از آنجا که بسیاری از مشکلات ناشی از نبود اجماع‌های نظری دربارهٔ خود تعاریف و مفاهیم و نبود نظر واحد دربارهٔ سیاست‌های واژه‌گزینی‌است، به جای آن‌که بیشتر وقت خود را صرف بحث در جلسات دربسته کنیم، بهتر است موضوع را به حوزه عمومی علم در این زمینه بکشانیم و آن را بهانه‌ای کنیم برای مطرح شدن موضوع در انتشارات و جلسات انجمن.

### زنان، جامعه، فمینیسم
- روند معکوس اجتماعی شدن زنان در ایران

فکوهی روند اجتماعی شدن را در جامعه ایرانی نسبت به جامعه غربی روندی معکوس می‌داند و معتقد است که در غرب اجتماعی شدن زنان ابتدا از طریق ورود گسترده آن‌ها در بازار کار صنعتی اتفاق افتاد و سپس آن‌ها با ورود به دانشگاه‌ها توانستند سرمایه فرهنگی لازم برای دست‌یابی به مشاغل بالاتر اجتماعی را به دست بیاورند. در حالی که در ایران با موقعیتی تقریباً معکوس روبه‌رو هستیم. یعنی سرمایه فرهنگی افزایش یافته‌است ولی ورود به بازار کار عقیم مانده‌است. با افزایش سرمایه فرهنگی این امکان برای زنان فراهم می‌شود که به زنان امکان برخورداری از استقلال مالی از طریق یافتن فرصت‌های شغلی بالاتری را بدهد و از این رو آن‌ها را در نهاد خانواده مستقل کند. همراه با استقلال مالی زن، سست شدن نهاد خانواده در مرحله نخست و بالا رفتن نرخ طلاق نیز همراه است. او بر این باور است که ایران چاره‌ای جز آن ندارد که اصلاحاتی بسیار هوشمندانه در بازار کار خود انجام‌دهد تا هم موقعیت‌های شغلی را به‌طور کلی افزایش دهند و هم توزیع شغلی را میان زنان و مردان بالا ببرد.
- زنان و تحصیلات

به عقیده فکوهی تأثیر تحصیلات عالیه زنان در جامعه ایران نه فقط از این رو که امروز زنان تقریباً در همه حوزه‌ها، به رغم هژمونی نظام‌های ضد زن، در صف اول قرار دارند و بسیاری از تغییرات به دست و اراده آن‌ها انجام می‌شود، بلکه از آن رو که حضور زنان تحصیل‌کرده یعنی دارای سرمایه فرهنگی بالا سبب بالا رفتن مصرف فرهنگی زنان، که به معنی تغییر گسترده ساختارهای زندگی روزمره و دگرگونی رابطه با زمان و مکان در حوزه‌های روزمرگی‌است، می‌شوند که جامعه اصولاً قادر نباشد از حد خاصی بیشتر از ابزارهای خشونت و سلطه استفاده کند. تحصیل زنان از این رو سبب نوعی خودآگاهی و جریان یافتن موقعیت زنانه در جامعه می‌شود که بی‌شک آلترناتیوهای تغییر و بهبود را در خود خواهد داشت.
به باور وی امواج جدید و پی‌درپی‌ای که پس از دهه ۱۹۶۰ و تا امروز به ویژه در حوزهٔ دانشگاهی به وجود آمدند، باز هم مجموعهٔ بزرگ دیگری از نظرات را مطرح کردند که فمینیسم کلاسیک را پشت سر گذاشته و به گونه‌های مختلف آن را نقد و تکمیل می‌کردند. چهرهٔ بارز در این حرکات را می‌توان در نظریه‌پردازی چون لیلا ابولقود - انسان‌شناس آمریکایی فلسطینی‌تبار - مشاهده کرد که مسئلهٔ حجاب را در قالب شکلی از اجتماعی شدن زنان در جوامع اسلامی مطرح می‌کند که به زنان امکان و آزادی بیشتری برای حضور در ساختارهای مردانه می‌دهد و نه مانعی برای این حضور.
- نقد فمینیسم

فکوهی بر این باور است که باور یا عدم باور به تفکیک جنسیتی مشاغل یکی از مباحث کلیدی‌است که ما را از گفتمان فمینیستی جدا می‌کند. بسیاری از فمینیست‌ها از مفهوم برابری نوعی اسطوره می‌سازند که در خود دارای تناقض است و به همین دلیل به سرعت در برابر چند پرسش درمی‌ماند. وی بر این باور است که نباید برابری را صرفاً در ابعاد مثبت آن در جوامع مفروض خواست و ابعاد منفی را حذف کرد. پرسش این است که آیا می‌توان صرفاً تعداد زنان جراح را بالا برد اما تعداد زنان جنایتکار را پایین نگه‌داشت. به باور وی جراحی ساختاری‌ است ذاتاً خشونت‌بار ولو آنکه استفاده از آن در شکل فرهنگی تلطیف (فرازش یافته) شده باشد. این بدین معناست که اگر تعداد زنان جراح کم است تا حد زیادی (در کنار سایر دلایل) به همان دلیل است که تعداد زنان جنایت‌کار کم است. اگر ما در حوزه‌های نظامی و همه حوزه‌هایی که به ناچار ولو به سود جامعه ناچارند از خشونت استفاده کنند، تعداد اندکی زن داریم، دلیلش دقیقاً همان است که در حوزه‌های عدم‌خشونت مثلاً در جامعه پرستاران، در ساختارهای آموزش و پرورش و غیره تعداد زیادی زن داریم.
وی در ارتباط با زنانه و مردانه بودن رشته‌های تحصیلی بر این باور است که با وجودی که ساختارهای مردانه در بسیاری موارد زنان را به سوی گروهی خاص از مشاغل هدایت کرده‌اند اما این امر نافی آن نیست که زنان خود نیز این ساختارها را ترجیح می‌داده‌اند. تجربه روان‌شناسان و رفتارشناسان در سال‌های اخیر نشان داده‌است که تربیت تنها یکی از عوامل تعیین‌کننده در شکل‌گیری شخصیت‌های زنانه و مردانه‌است، طبیعت زنان و مردان و از آن مهم‌تر ساختارهای شکل دهنده به نقش‌های اجتماعی نیز بسیار در این میان مهم بوده‌اند.
فکوهی برای استناد گفته‌هایش نظریات سوزان پینکر و کامیی پالیا را بیان می‌کند. سوزان پینکر روان‌شناس کانادایی نیز، البته با توجه به تفاوت‌های ژنتیک و هورمونی در کنار تفاوت‌های فرهنگی و در چرخه‌های پیچیده با آن‌ها، معتقد است که قابلیت‌های زنانه و مردانه در نظام‌های اجتماعی با یکدیگر متفاوتند و به قول او: در توزیع مهارت‌های ذهنی یا عاطفی، تعداد مردان در دو سوی نهایی منحنی بیشتر است در حالی که زنان در حد میانگین تمرکز دارند. این امر بدان معنا است که ما در میان جنایتکاران و نوابغ، تعداد بیشتری پسر داریم تا دختر و کامیی پالیا نیز می‌نویسد: ما موتزارت زن نداشته‌ایم چون در میان زنان شخصیتی مانند جک آدمکش [قاتل معروف زنجیره‌ای] نیز نداشته‌ایم.
- نظریه تبعیض مثبت

فکوهی در رابطه با سازوکاری تبعیض مثبت در ایران بر این باور است که نمی‌توان در ساختارهای کاری بر اساس ایدئولوژی برابرگرای مطلق به تقسیم کاری کاملاً یکسان رسید چون این به معنای از میان رفتن جنسیت نیز هست. اما به هیچ رو نباید مانع از حضور زنان در هیچ رشته و موقعیت اجتماعی شد. به خصوص هرگونه تبعیض تحصیلی برای زنان جامعه را به سوی تخریب فرهنگی می‌برد. وی بر این باور است که باید برای زنان سیستم‌های تبعیض مثبت برای کاریابی ایجاد شود تا زنان تحصیلکرده و اجتماعی ‌شدهٔ ما بتوانند به صورت وسیع‌تری وارد بازار کار شده و حضور آن‌ها صرفاً در چارچوب‌هایی همچون هنر و ادبیات باقی نماند.
- نظریه زنانه شدن جهان

فکوهی معتقد به نظریه زنانه شدن جهان است. زنانه شدن جهان فرایندی عمومی و جهان‌شمول است که در آینده، سبب خواهدشد گروه بزرگی از مشاغل که امروز مردانه نامیده ‌می‌شوند از میان بروند. به باور وی، انتقال مشاغل سخت بدنی به ماشین و تحول پزشکی از دخالت‌های خشونت‌آمیز (جراحی) به دخالت‌هایی از نوع پرتونگاری از نشانه‌های آن هستند. به همان اندازه که جراح زن کم هست، می‌توان متخصص رادیولوژی زن زیاد داشت. به عقیده وی این صرفاً یک تقسیم کار نیست بلکه نوعی تغییر ایدئولوژی‌ها و رویکردهای نظری–کنشی‌است.

### نقد نژادپرستی
ناصر فکوهی در نقد نژادپرستی، دگر ستیزی، تحقیر دیگران و… توسط ایرانیان در مطالب و سخنرانی‌هایش به این موضوع بارها پرداخته‌است. فکوهی معتقد است اگر رویه ای که صدا و سیمای ایران گاهی نسبت به اقوام انجام می‌دهد در یک کشور دموکراتیک و دارای پیشینه فرهنگی رخ دهد، هر یک از سازندگان این نوع فیلم و کلیپ‌ها قابل تعقیب قضایی هستند. وی بر این باور است، کسانی که در توئیت‌ها و کامنتهای شبکه‌ای خود، بدترین دشنام‌ها را نثار محرومترین مردم کشور ایران می‌کنند اگر در کشوری دموکراتیک بودند تقریباً همگی با مجازات‌های جریمه سنگین به جرم نژادپرستی و حتی با خطر زندان روبرو بودند.
فکوهی در نقد فیلم لاتاری نوشت مردم ایران در زمان جنگ با عراق شعارهای نژادپرستانه نمی‌دادند اما الان با باز گذاشتن دست «متفکران پان‌ایرانیست» فاشیست رونق پیدا کرده‌است. مسئولان در برابر اینکه چرا کاری در این مورد، برای برخورد با پان ایرانیست‌ها و لمپن‌ها انجام نمی‌گیرد حتی به آن‌ها جایزه هم داده می‌شود و تقدیر هم می‌گردند، پاسخی ندارند باید متأسفانه و احتمالاً در انتظار خطرات و تهدیدات و تیره‌روزی‌های بزرگی در آینده باشیم.

#### شعارهای نژادپرستانه در ورزشگاه‌ها
فکوهی شعارهایی نژادپرستانه در ورزشگاه‌ها را در شأن هیچ مردم متمدنی نمی‌بیند. وی دامن زدن به آتش نژادپرستی را نقد می‌کند و می‌گوید این رویه می‌تواند در نهایت شعله نفرت را به خودمان برگرداند. تجربه قرن بیستم نشان داده که فحاشی‌های نژادپرستانه سرانجام به قتل‌عام‌ها و جنگ‌هایی کشیده شدند که میلیون‌ها قربانی بر جای گذاشتند. فکوهی نمونه و مصداق عینیِ نژادپرستی و توهین و تحقیر به دیگری را در کامنتهای موجود در شبکه‌های اجتماعی می‌بیند.

### فرهنگ
- تعاریف فرهنگ از نظر فکوهی

از نظر ناصر فکوهی فرهنگ به مجموع مختصات مادی و غیرمادی عمدتاً اکتسابی و تا اندازه‌ای انتسابی در یک جامعه در یک مقطع زمانی/مکانی خاص اطلاق می‌شود که به آن جامعه هویت و انسجام درونی و بیرونی داده و آن جامعه برای حفظ خود، آن را به صورت نسلی و از طریق ابزارهای آموزشی در محور زمانی از نسلی به نسل دیگر منتقل می‌کند. از نظر وی دیگر جامعه‌ای با فرهنگ خالص وجود ندارد و مسئله اصالت فرهنگی مدت‌هاست که زیر سؤال رفته. به باور او همه فرهنگ‌ها در درجه‌های مختلف به یکدیگر پیوندخورده و با یکدیگر آمیخته و در حال تبادل فرهنگی با یکدیگر هستند و فرهنگی که این تبادل با محیط را به هر شکلی قطع کند، خود را محکوم به نابودی دیر یا زود خواهد کرد. به عقیدهٔ وی آنچه همه با نام فرهنگ غرب می‌شناسند، چیزی نیست جز ترکیب فرهنگ یونانی – رومی از یک سو، فرهنگ یهودی-مسیحی از سوی دیگر و فرهنگ اسلامی از سوی سوم، که در ترکیبی تاریخی و در طول صدها سال در دو سوی دریای مدیترانه شکل گرفت و سپس به دلیل وقوع انقلاب صنعتی به وسیله اروپا جهانی شد؛ بنابراین برای یافتن فرهنگ خالص به احتمال قوی باید از موقعیت انسانی خارج شد تا فرهنگ‌هایی صرفاً مبتنی بر یک جامعه بسیار کوچک مثلاً یک دسته جماعتی پیدا می‌کرده‌ایم که رابطه‌ای با هیچ جامعه و جماعت دیگری نداشته باشند.
به عقیدهٔ ایشان هر جامعه‌ای می‌تواند به صورت داوطلبانه و با تکیه بر گروهی از پیش شرط‌ها، در قالب قراردادی نوعی اصالت و انسجام فرهنگی ایجاد کند و همان را پایهٔ پیوند میان اعضایی کمابیش گسترده خود بگیرد.
فکوهی زبان را یکی از این قراردادها می‌داند که با گسترش پهنهٔ مفهوم‌پذیری مشترک، ایجاد اشتراک و محوریت فرهنگی می‌کند. سایر باورهای نمادین و بسیاری از مهارت‌ها و محصولات مادی را نیز جز خاصیت‌هایی می‌داند که می‌توانند به‌عنوان قرارداد نقش اصالت فرهنگی را ایفا کنند.
- فرهنگ عمومی و نظام دانشگاهی

از نظر فکوهی به دلیل وقوع انقلاب اطلاعاتی و به وجود آمدن جهان شبکه‌ای باید در انتظار دگرگونی‌های بی‌شماری در ساختارها و مفاهیم و روابط اجتماعی باشیم. از این رو وی نظام‌های مربوط به فرهنگ عمومی و مفهوم دانشگاه را در حال دگرگون شدن می‌بیند و معتقد است که به ‌زودی در سیمایی کاملاً جدید، جامعه با آن‌ها روبه‌رو خواهد بود. از نظر وی از سال‌های دهه ۱۳۳۰، تحولات عظیمی در ایران شروع به رخ دادن کردند که مهم‌ترین آن‌ها، بالا رفتن درآمدهای مادی جامعه بود. افزایش قیمت نفت در بازارهای جهانی و بالا رفتن تولید نفت ایران و ملی شدن آن، همگی سطح درآمدهای ملی را در ایران به شکل چشم‌گیری از دهه ۱۳۳۰ افزایش دادند، در دهه بعد این افزایش چنان سرسام‌آور بود که نظام اجتماعی را به کلی در هم ریخت و به یکی از دلایل اصلی انقلاب اسلامی بدل شد. وی ما حصل افزایش چشم‌گیر سطح درآمدهای ملی در ایران را، از جمله عواملی می‌داند که در سال‌های ۱۳۲۰ تا ۱۳۵۰، با افزایش امکان عملی سرمایه‌گذاری در زیرساخت‌های مادی جامعه، منجر به  تغییرات کلی در فرهنگ عمومی شد. در طی این سه دهه مدارس و دانشگاه‌های زیادی ساخته شدند، سطح سواد عمومی بالا رفت. مراکز فرهنگی، مطبوعات، کتابخانه‌ها و ناشران و کتابفروشی‌ها، سینماها و نمایشگاه‌ها و تئاترها و غیره ساخته شدند.
- دیجیتال شدن جامعه ایران

بعد از گذشتن از سه دهه و ورود جامعه جوان به دانشگاه‌ها باعث دیجیتال شدن جامعه ایران شد. به باور فکوهی جوان بودن جامعه کمک بسیار زیادی به این فرایند کرد؛ و این موارد برخی از پارامترهایی بوده‌اند که به افزایش این سرمایه فرهنگی دامن زدند. از جمله این پارامترها می‌توان به سازوکارهای سنتی در حوزه‌هایی همچون خویشاوندی و خانواده یاد کرد که برای مثال در ازدواج‌ها و روابط خانوادگی، سبب شد، سرمایه فرهنگی در قالب سرمایه تحصیلی به یک سرمایه اجتماعی تبدیل شود و بنابراین حتی فقیرترین قشرها جامعه نیز به دنبال کسب آن باشند.
- نظام آموزش رسمی و غیررسمی

از نظر جامعه‌شناسان نظام‌های آموزش رسمی، پیش از انقلاب‌های بورژوازی قرون هجده و نوزده و به وجود آمدن دولت‌های ملی (یا دولت-ملت‌ها) چندان مطرح نبودند. اما با به وجود آمدن دولت‌های ملی همه چیز دچار دگرگونی شد و دولت‌های ملی اروپایی برای ایجاد سلطه خود ناچار بودند نه تنها  زبان‌های میانجی یا رسمی را حاکم کنند بلکه باید نظام آموزشی همگانی و رایگانی را ایجاد می‌کردند تا همه افراد جامعه را از خلال آن به فرهنگ ملی نسبتاً یکسانی برسانند. هم‌اکنون سلطه اهداف ایدئولوژیک و هژمونیک را در تمام نظام‌های رسمی آموزش می‌توان به روشنی دید. نظام آموزشی ایران همچون سایر نظام‌های آموزشی دارای ایراداتی‌است و از نظر فکوهی همان آسیب‌هایی که در کل نظام‌های آموزش رسمی در جهان وجود دارد در نزد ایران نیز به صورت حادتری وجود دارد. در ایران نظام‌های آموزشی از کودکان و نوجوانان اطاعت و سر به زیری و آموختن آنچه به آن‌ها آموزش داده‌می‌شود را می‌خواهند، کودکان نیز چنین کاری را به ظاهر انجام می‌دهند، اما در واقع هیچ‌یک از این موارد را در خود درونی نمی‌کنند. وی معتقد است که الزامات نظام‌های آموزشی آسیب‌هایی به روند آموزش وارد می‌کند و اگر این الزام‌های آموزشی وجود نداشته باشد، نظام آموزشی ایران با انحراف‌های کمتری در سطح نظام اجتماعی برخورد خواهد کرد؛ و پیشنهاد می‌کند که نظام آموزشی باید الزامات و شرایط جدید جامعه شبکه‌ای را بپذیرد و سپس آنکه ویژگی‌های محلی، ملی و جهانی را با یکدیگر در یک برنامه همگن و یکپارچه ترکیب کند و معتقد است در این جهان اصل نه بر انباشت و حفظ دانش و حتی شاید با کمی مبالغه گفته شود، تولید دانش، بلکه بر سر چگونگی به اشتراک گذاشتن دانش و توزیع و پراکنش آن و مدارهای این توزیع و چگونگی پیوند خوردن مدارهای توزیع دانش با سایر مدارها از جمله مدارهای کنش، بازتعریف و بازتولید دانش و همچنین بر سر چگونگی تلفیق اشکال پیش اطلاعاتی شناخت، یعنی عمدتاً شناخت علمی، با به رسمیت شناخته شدن سایر اشکال شناخت از جمله شناخت‌های مردمی (دانش قومی) و شناخت‌های شهودی ‌است. همچنین ایشان آموزش در نظام‌های جدید رسمی را در صورتی که به سوی ایدئولوژیک شدن بروند را باعث به صفر رسیدن کارایی آن‌ها می‌داند.
- بومی گزینی و آسیب‌های آن

از سال ۱۳۸۷ طرح بومی‌گزینی توسط دولت وقت در پذیرش دانشجویان در ایران اعمال شد که این طرح با اعتراض‌هایی روبه‌رو شد و پس از مدتی این طرح توسط نمایندگان مجلس به بومی‌گزینی جنسیتی تبدیل شد.
یکی از معترضان به این طرح فکوهی بود، وی این طرح را قابل اجرا نمی‌داند و معتقد است هر طرحی که قرار است اجرا شود باید دید که سیستم اجتماعی می‌تواند آن را بپذیرد و درونی کند یا نه. او طرح بومی گزینی را تنها به شیوه مکانیکی و در کوتاه مدت قابل اجرا می‌داند و این سیستم را بر اساس برابری نمی‌بیند. او دلیل را این چنین مطرح می‌کند که دانشگاه‌های بزرگ و مهم کشور در کلان‌شهرها احداث شده‌اند و اعتبار دانشگاه تهران یا دانشگاه شهرهای بزرگی همچون تبریز یا اصفهان را نمی‌توان با دانشگاه‌های کوچک مثلاً ایلام یا بابلسر مقایسه کرد؛ و اجرای این طرح نابرابری را چند برابر می‌کند. ایشان از منظر علمی نیز اجرای طرح را باعث ضعف دانشگاه‌های پیرامون می‌داند، و معتقد است که عرف جامعه تعیین می‌کند که جامعه چگونه باشد نه قانون؛ و حل کردن خیلی از مشکلات را قانون را بی‌نتیجه می‌داند و حل این مشکل را تنها از راه فرهنگی پیشنهاد کرد.
او بار منفی طرح بومی گزینی را همچون طرح سهمیه بندی جنسیتی، از بار مثبت شان بسیار بیشتر می‌داند. ایشان در مورد طرح سهمیه بندی جنسیتی، طرح را موجب گرایش دختران به نظام‌های خصوصی آموزشی یا به کیفیت‌های پائین‌تر تحصیلی می‌داند که در نهایت موجب ضربه به دختران می‌شود. همچنین از مهم‌ترین پیامدهای این طرح و جلوگیری از تحصیل دختران در مناطق دلخواه‌شان می‌توان به فرار از خانه یا ازدواج‌های زودرس که  به طلاق‌های زود هنگام می‌انجامد اشاره کرد. ایشان از ابعاد منفی طرح بومی گزینی را افزایش فاصله بین مرکز و پیرامون کشور و موجب تنش بین آن‌ها می‌داند. فاصله افتادن بین پیرامون و مرکز را باعث تهدید شدن انسجام ملی می‌بیند. ایشان همچنین در مورد اجرای هر طرح پیشنهاد می‌کند که به طرح عقلانی تری که مورد تأیید جامعه‌شناسان و متخصصان دیگر حوزه‌ها نیز قرار گرفته رجوع شود و عقلانی‌تر آن است که  به شکل پایلوت در جایی پیاده شود و در یک پروسه زمانی دو تا پنج ساله نتیجه‌اش را مورد ارزیابی قرار دهند. فکوهی اجرای طرح بومی‌گزینی را مغایر با دو سند برنامه چهارم توسعه و و سند چشم‌انداز ۲۰ ساله می‌داند.
- نیاز ایران به پژوهش‌های انسان‌شناسی

فکوهی کشور ایران را دارای پتانسیل و نیاز بالایی در زمینهٔ پژوهش‌های انسان‌شناسی می‌داند. از نظر وی ایران کشوری چند قومی و چند زبانی، با فرهنگی تاریخی و بسیار غنی و سبک‌های زندگی و انواع فرهنگی بی‌شمار است و این تنوع سبب می‌شود که تقریباً هیچ موضوعی را در هیچ زمینه‌ای، بدون در نظر گرفتن فرهنگ خاصی که آن موضوع به آن پیوند می‌خورد، نتوان بررسی کرد و هیچ برنامهٔ عمرانی و ساختاری و حتی برنامه‌های کوتاه و میان مدت را در زمینهٔ اجتماعی، بدون چنین پژوهش‌هایی نتوان به پیش برد یا امید به موفقیت آن‌ها داشت. همچنین او پژوهش‌های مردم‌شناسانه را حداقل تا ۵۰ سال آینده به‌طور روزافزونی رو به افزایش می‌داند. از نظر ایشان انسان‌شناسی در ایران عمدتاً هم‌چون سایر علوم اجتماعی به وسیلهٔ مردم‌شناسان غربی آغاز شد که تمایل داشتند روی آنچه برای آن‌ها جالب بود، به‌ویژه عشایر و زندگی روستایی مطالعه کنند و این مطالعات را نیز بیشتر با نگاهی بیگانه‌گرا یعنی بر چیزهایی انجام می‌دادند که برای‌شان عجیب و شگفت‌آمیز می‌آمد. اما در ایران افرادی از جمله علی بلوکباشی توانستند انسان‌شناسی جدید را در ایران ممکن سازند. همچنین نادر افشار نادری و هوشنگ پورکریم و دیگر استادان دانشکدهٔ علوم اجتماعی هم‌چون محمود روح‌الامینی که این رشته را در ایران راه‌اندازی کردند. فکوهی مشکل اصلی انسان‌شناسی در ایران را نبود و کمبود نیروی متخصص در سطح دکتری دانست، زیرا این رشته هنوز دارای مقطع دکتری در دانشگاه تهران و سایر دانشگاه‌ها نیست.
- جامعه‌شناسی عرب

فکوهی کارهای انجام شده توسط جامعه‌شناسان داخلی را در ارتباط با اندیشه‌های عربی و از آن هم کمتر اندیشه هندی و اندیشه چینی و غیره در ایران را در وضعیتی فاجعه بار می‌داند، از نظر وی جامعه ایرانی باید با اندیشمندان جهان عرب و با ترجمه و معرفی اندیشمندان عرب به کشور ایران مسیر تقارب و شناخت را بیشتر کنند. ایشان در علوم‌اجتماعی و تفکر تاریخی هیچ اندیشمندی را به اهمیت ابن‌خلدون برای کشور ایران مهم نمی‌داند، این در حالی‌است که تقریباً هیچ کتاب ارزشمندی دربارهٔ او در ایران وجود ندارد و آمار کتاب‌های ابن‌خلدون که به صورت انتقادی ترجمه شده‌اند را در کشور اصلاً نمی‌بیند. حال آنکه در کشوری مانند فرانسه ترجمه‌های دقیق و انتقادی بسیاری نه فقط از ابن‌خلدون بلکه از اکثر متفکران اسلامی و ایرانی دوران کلاسیک وجود دارد. از نظر او غرب بر روی اندیشه عربی خوب کار کرده‌است؛ و پیشنهاد می‌کند که جامعه‌شناسان ایرانی  به‌طور مستقیم اندیشه عربی را بشناسند و این شناخت نباید از طریق آثار غربی یا اندیشمندان عربی که در آکادمی‌های غرب، مانند ادوارد سعید، تحصیل کرده‌اند حاصل شود، بلکه بیشتر از طریق ترجمه مستقیم و انتقادی این آثار که لازمه این کار را تربیت نیروی متخصص می‌داند که هم زبان بدانند و هم حوزه علمی در این زمینه را بشناسد باید کسب شود. وی دربارهٔ جریانات بهار عرب این تحولات را ناشی از جریان‌های فکری در دنیای عرب می‌داند. در این زمینه وی به مقاله مهمی از العلاوی در اوت ۲۰۱۰ در لوموند دیپلماتیک اشاره کرد که در آن این تحلیل مطرح می‌شود که بسیاری از روشنفکران عرب به دلیل وحشتی که از «بنیادگرایی دارند» در پناه دولت‌های استبدادی قرار گرفته و عملاً از آن‌ها حمایت می‌کنند. وی در دومین جلسه از جلسات نقد کتاب «انسان‌شناسی و فرهنگ» -که با همکاری پژوهشکدهٔ هنر و فرهنگ جهاد دانشگاهی برگزار می‌شود- به سخنرانی آدونیس در کتابخانهٔ ملی الجزایر اشاره کرد و گفت: آدونیس، شاعر معروف جهان عرب، در سخنرانی چند ماه پیش خود که پیش از تحولات کنونی جهان عرب بود روشنفکران عرب را افرادی ترسو و بی‌فایده قلمداد کرد که کار آن‌ها خدمت به قدرت‌های فاسد است.
وی در همایش منطقه‌ای «تفکر اجتماعی و جامعه‌شناسی در خاورمیانه معاصر» که به مدیریت انجمن جامعه‌شناسی ایران و با همکاری و حمایت شماری از نهادهای پژوهشی داخلی و همچنین با همکاری انجمن بین‌المللی جامعه‌شناسی و بنیاد علم و فرهنگ استانبول ترکیه در خرداد ماه ۱۳۹۰ در ساختمان گنجینه اسناد ملی ایران با هدف توسعه مناسبات تفکر اجتماعی و جامعه‌شناسی در جوامع خاورمیانه و تعامل علوم‌اجتماعی جدید و سنت‌های فرهنگی و دینی این جوامع با تأکید بر نقش متفکران اجتماعی مسلمان انجام شد در مورد بهار عرب علوم‌اجتماعی و در راس آن‌ها جامعه‌شناسی را دارای نقشی تعیین‌کننده درچشم‌انداز آتی این منطقه می‌داند که این نقش می‌تواند بسیار فراتر از نقش دانشگاهی و پژوهشی عمل کند، او در سخنرانی خود به طرح این موضوع و ارائه خطوط کلی که می‌توان میان یک استراتژی آکادمیک از یک سو و یک جامعه‌شناسی فعال سیاسی از سوی دیگر با هدف تأمین آینده بهتری برای مردم منطقه، ترسیم کرد را ارائه داد.

### سیاست
- نتایج استفاده از ابزار زور توسط دولت‌ها

فکوهی می‌گوید:
 قدرت‌ها بنا بر ذات خود تمایل بدان دارند که خود را برفراز جامعه احساس کنند، در حالی که هیچ قدرتی، حتی قدرت‌های توتالیتری نظیر آلمان هیتلری و شوروی استالینیستی نیز چنین نبوده‌اند و سراشیب سقوط آن‌ها از جایی آغاز شد که تصور کردند از جامعه قوی‌ترند.
او بر این باور است که استفاده از ابزار زور بیشتر از آنکه یک درمان باشد، یک داروی مخدر و آرام‌بخش خطرناک است؛ زیرا علائم هشداردهندهٔ بیماری و نقاطی که باید بیشتر به آن‌ها توجه کرد را خاموش می‌کند. درد در سیستم آناتومیک بدن، معادلی برای تنش در سیستم اجتماعی‌است، بنابراین وقتی عضوی به درد می‌آید، علامتی به انسان داده‌می‌شود که تشخیص و درمان نیز تنها از همان نقطه می‌توان آغاز شود. داروی آرام‌بخش اما درد را از میان می‌برد و بیماری را از چشم پنهان و نقاط حساس را به نقاطی شبیه به سایر نقاط تبدیل می‌کند، از این رو در تشخیص، هیچ ‌چیز به اندازه مواد مخدر خطرناک نیستند. وی راه‌حل مشکلات فرهنگی و سیاسی را افزایش آزادی‌های مدنی، باز کردن فضای جامعه، بالا بردن امید و نشاط در آن و غیره می‌داند و معتقد است که جامعه اصل است و نه قدرت، بنابراین باید میان قدرت و جامعه هماهنگی به وجود بیاید.
- بن لادن، طنز تاریخ

فکوهی بعد از مرگ بن لادن یادداشتی در روزنامه شرق با عنوان مرثیه‌ای برای یک هیولا نوشت. تحلیل وی از مرگ بن لادن این چنین است که وی بن لادن را نه در رأس یکی از مخوف‌ترین سازمان‌های تروریستی جهان بلکه در رأس یکی از گسترده‌ترین دستکاری‌های ایدئولوژیک تاریخ جهان بعد از جنگ جهانی دوم، می‌داند که خود را در قالب ایدئولوژی وهابیت و سازمان القاعده نشان می‌داد، سازمانی ساخته و پرداخته آمریکا با هدف از پیش اعلام‌شده و روشن از پای درآوردن نفوذ شوروی در افغانستان و ممانعت از پیش‌رفت رقیب اصلی ایالات متحده در جنگ سرد به سوی آب‌های گرم جنوبی. وی مرگ بن لادن را نوعی دستکاری افکار عمومی می‌داند و معتقد است که قدرتمندان و نظامی‌گرایان جهان کنونی، هر بار بیش از پیش نشان می‌دهند که هنوز از قدرت بزرگی برای دستکاری افکارعمومی برخوردارند و می‌توانند دیدگاه‌های انتقادی را به ساده‌ترین دیدگاه‌های تقلیل یافته به جنگ خوبها با بدها در یک فیلم وسترن تبدیل کنند؛ و همین خطرات آتی را برای جهان می‌سازد. وی اساسی‌ترین نکته را نه در مرگ و سرنوشت محتوم دیکتاتورها و تروریست‌ها بلکه در بلایی می‌داند که در این میان بر سر مردمان بی‌دفاع و قربانی این بازی‌های استراتژیک می‌آید.

## نقد نظرات و اندیشهٔ فکوهی
- در نقد تورم روشن‌فکرانه چپ

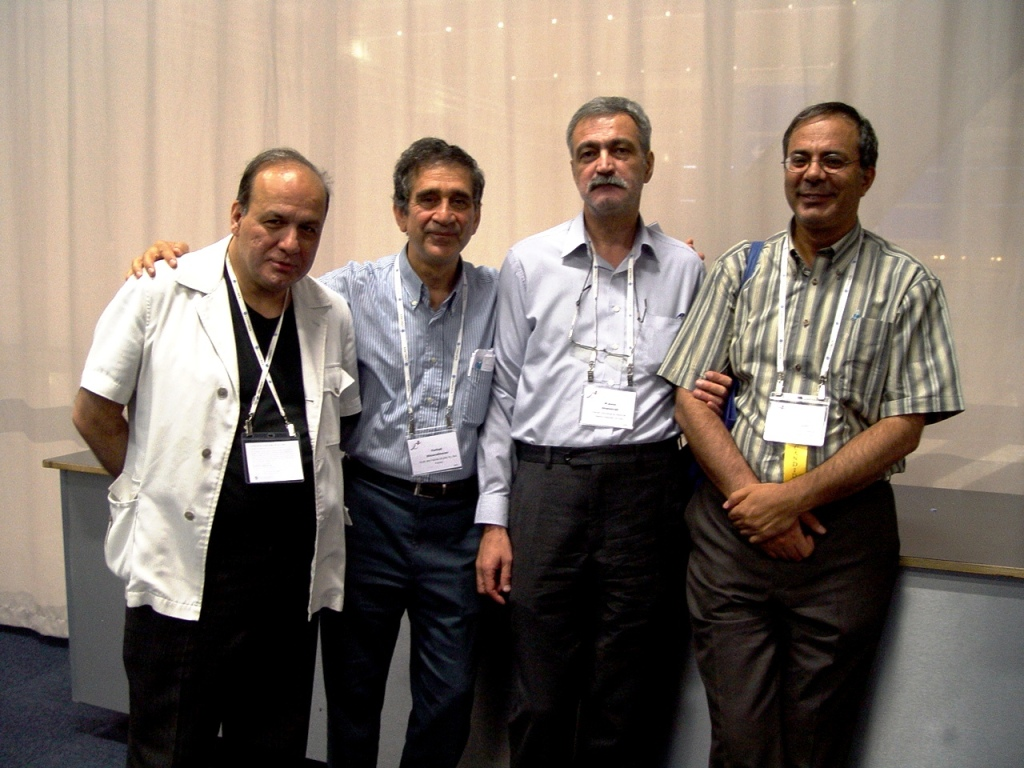
کنفرانس انجمن بین‌المللی جامعه‌شناسی، گوتنبرگ، سوئد، ژوئیهٔ ۲۰۱۰؛ از چپ به راست: ناصر فکوهی، فرهاد خسرو خاور، محمدامین قانعی‌راد، حسین سراج‌زاده

حامد قدوسی در مقاله‌ای تحت عنوان در نقد تورم روشن‌فکرانه چپ مقالهٔ فکوهی را که در ویژه‌نامهٔ نوروزی سال ۱۳۸۳ با عنوان لذت مقاومت‌ناپذیر چرخش به راست چاپ کرده بود را مورد نقد قرار داد. فکوهی در مقالهٔ خود روشن‌فکران را به علت تمایل تدریجی به ایده‌های اقتصاد بازار و نیز چیزی که فرایند جهانی‌سازی می‌نامید را انتقاد کرد و در مقابل قدوسی مقاله فکوهی را این چنین معرفی می‌کند:
 مقاله  فکوهی بیانی شجاعانه و صریح از طرز تفکرات بخشی از جامعه روشن‌فکری ما است که مخالفت با علم اقتصاد مدرن (به قول این دوستان اقتصاد نئوکلاسیک یا نئولیبرال که هر دو برچسبی تبلیغاتی و غیر رایج در محافل علمی‌است) یکی از ویژگی‌های بارز آن است.
- آدورنو درنازی‌آباد

در یادداشتی تحت عنوان آدورنو در نازی‌آباد فکوهی از واحد صنف استادان دانشگاه حمایت کرده و این یاداشت و حمایت او توسط نویسنده‌ای در خبر آنلاین مورد نقد قرار می‌گیرد. نویسنده در خبرآنلاین صنف دانشگاه را همچون دیگر اصنافی که دادوستد یا فعالیت در صنف خود را مخصوص اعضای خود می‌دانند، و مثلاً وارد کردن یا ارائه محصولی مختص به کار خویش توسط افراد غیر عضو را خلاف اخلاق صنفی می‌شمارند، استادان صنفی دانشگاه را نیز از نظر وی 
(و عمدتاً و تقریباً فقط استادان علوم انسانی، آن‌هم رشتة جامعه‌شناسی و فلسفه و زیباشناسی) وقتی می‌بینند ایده‌های جامعه‌شناختی، فلسفی و غیره، از مجاری‌ای غیر از دانشگاه و بدون تأیید قلم استادان مذکور وارد شده‌است، آن را امری مذموم، نکوهیده، غیرعلمی، مخرب و خطرناک تلقی می‌کنند.
 نویسنده ناصر فکوهی را به خاطر یادداشتش در دفاع از واحد صنفی، از هواداران ضمنی تأسیس چنین صنفی می‌داند. به باور نویسندهٔ خبرآنلاین فکوهی هنوز صلاح ندیده‌است که این هواداری را علناً اعلام کند. نویسندهٔ خبرآنلاین مثالی از واحد مترجمان می‌آورد و می‌گوید: درست شبیه توصیه برخی مترجمان برای تأسیس نوعی سازمان یا مؤسسه نظارت بر ترجمه، با این هدف که هر از راه رسیده‌ای که چهار ترم انگلیسی یا آلمانی خوانده‌است به سراغ ترجمه ادبیات و فلسفه نرود. حقوق بشر مورد نظر ایشان را باید شاملِ حقوق این قشر نیز دانست. همچنین نگارندهٔ نقد، یاداشت فکوهی را نوعی شکایت که واجد نوعی ته صدای دولت است می‌داند. همچنین آوردن لفظ کار احمقانه را توسط یک استاد دانشگاه انسان‌شناس نکوهیده می‌شمارد. در بخشی دیگری از این نقد، نویسنده فکوهی را مرتکب تپقی فرویدی می‌داند و این تپق را در تیتر یادداشت فکوهی با عنوان آدورنو درنازی‌آباد می‌کاود. فکوهی در یاداشت خود تئودور آدورنو را در ردیف متفکران پست‌مدرن آورده‌است، و از نظر منتقد یادداشت فکوهی، آدورنو در تقسیم‌بندی‌های آکادمیک نیز اصلاً در ردیف پست‌مدرن نمی‌گنجد. منتقد یادداشت، آوردن لفظ نازی‌آباد در تیتر را به این دلیل می‌داند که نازی‌آباد جایی‌است که دورترین فاصله را با این قسم تفکر دارد و همچنین اشاره به محله‌های دیگر تهران و ایران می‌کند که محله‌های دیگر تهران و حتی ایران نیز به یکسان دچار این فاصله مفروض‌اند؛ و در انتهای پاراگراف چنین سؤال و جوابی را مطرح و پاسخ می‌دهد. 
 ولی چرا نازی‌آباد؟ زیرا فکوهی اختلاف طبقاتی و نمود آن در فرماسیون شهری سرمایه را درست‌ و حسابی درونی کرده‌است و دراینجا مرتکب تپقی فرویدی شده‌است.
- پسامدرن اسلحه‌ای مخرب

فکوهی در مقالهٔ خود پسامدرن و دخالت و آمیختگی فلسفه با علوم‌اجتماعی را اسلحه‌ای مخرب برای علوم‌اجتماعی و بلای جان آن در ایران امروز می‌داند. جدای از منتقد در خبرآنلاین نویسنده‌ای دیگر با نام
آرمان شهرکی این مورد را در تارنمای انسان‌شناسی و فرهنگ نقد کرد. منتقد این یادداشت بخش عمده‌ای از انسان‌شناسی چه به‌عنوان یک اندیشه و بسته فکری و چه به‌عنوان یک رشته دانشگاهی، پادرهوا و معلق می‌داند. سیاست فرق، نسبی بودن در عین حفظ مشترکات، بدیل‌های نگرشی جهت پرداختن به موضوعاتی در جهان‌ سوم و آمریکای لاتین، به چالش طلبیدن روایتهای کلان و به‌طور کل آشتی‌دادن انسان‌شناسی و توسعه، همگی را از رهاوردها و تحفه‌های پست‌مدرن برای علوم‌اجتماعی به‌طور اعم و انسان‌شناسی و توسعه به‌طور اخص می‌داند.

## آثار

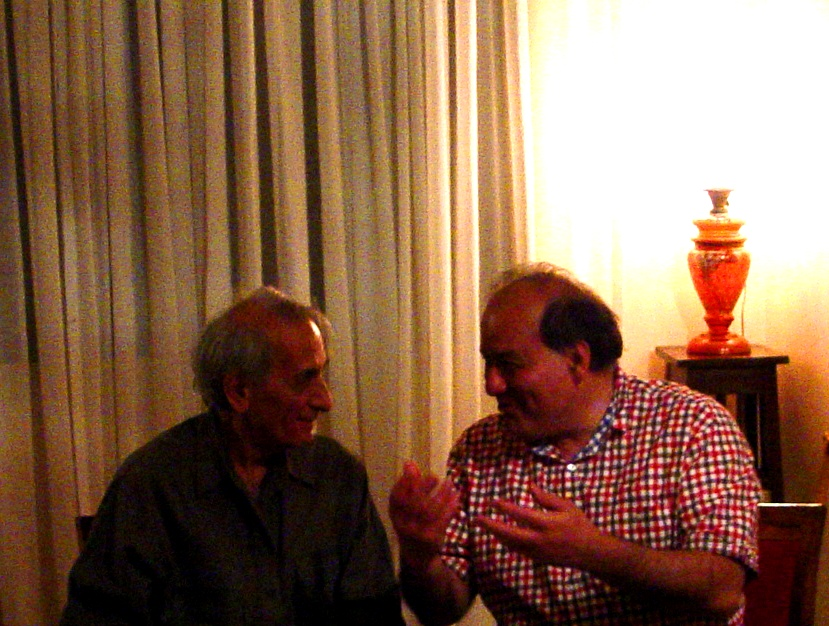
ناصر فکوهی در کنار اسطوره‌شناس، جلال ستاری؛ تهران، اردیبهشت ۱۳۹۰

### تألیفات
ناصر فکوهی تا سال ۱۳۹۰، ۱۱ کتاب نوشته‌است که ۲ جلد از آن‌ها در دست انتشارند. آثار تألیفی وی عبارتند از:
- خشونت سیاسی، نظریات، مباحث، اشکال و راهکارها
- اسطوره‌شناسی سیاسی، هنر، اسطوره، قدرت
- از فرهنگ تا توسعه، تهران: انتشارات فردوس، ۱۳۷۹
- تاریخ اندیشه و نظریه‌های انسان‌شناسی، تهران: نشر نی، ۱۳۸۳
- انسان‌شناسی شهری، تهران: نشر نی، ۱۳۸۳
- در هزارتوهای نظم جهانی، تهران: نشر نی، ۱۳۸۴
- پاره‌های انسان‌شناسی، تهران: نشر نی، ۱۳۸۵
- همسازی و تعارض در هویت و قومیت، تهران: انتشارات گل‌آذین، ۱۳۸۹
- توسعه و انسان‌شناسی کاربردی، تهران: نشر افکار، ۱۳۸۹
- فرهنگ و زندگی روزمره، تهران: انتشارات فرهنگ جاوید، ۱۳۹۱
- مبانی انسان‌شناسی: نشر نی، ۱۳۹۱
- انسان‌شناسی هنر: زیبایی، قدرت و اسطوره‌ها، تهران: نشر ثالث، ۱۳۹۲
- «گفت‌وگو با جلال ستاري» تهران: نشر مرکز، ۱۳۹۴ [۴۶]
- "انسان شناسی فرهنگی شهر تهران." تهران: نشر تیسا، ۱۳۹۵.
- "بوردیو و میدان دانشگاهی : کاربردهای اجتماعی دانش." تهران: پژوهشکده مطالعات فرهنگی و اجتماعی، ۱۳۹۶.
- "بوردیو و میدان دانشگاهی : دانش و دانشگاه ۲ جلدی." تهران: پژوهشکده مطالعات فرهنگی و اجتماعی، ۱۳۹۶.
- "دانشگاهی که بود." تهران: پژوهشکده مطالعات فرهنگی و اجتماعی، ۱۳۹۷.
- «پاره‌های هنر، معماری و شهر» با گردآوری و برگردان، دو جلد، تهران و مشهد: انتشارات انسان‌شناسی و انتشارات کتابکده کسری، ۱۳۹۸ [۴۷]
- صد و یک پرسش از فرهنگ [۴۸]
- "همراه با باد: جستارها، گفتارها و نوشته ها." تهران: انتشارات انسان شناسی، ۱۳۹۸.
- "انسان شناسی:اندیشمندان، نظریه و کنش." تهران: اندیشه احسان، ۱۳۹۸.
- "فرهنگ اوهام." مشهد: کتابکدۀ کسری، ۱۳۹۸.
- "درآمدی بر علوم انسانی و اجتماعی در جهان معاصر." تهران: پژوهشکده مطالعات فرهنگی و اجتماعی، ۱۳۹۸.[۴۹]
- کتاب «زن‌ها، شیرها، روباه‌ها» تاملاتی بیست‌ساله بر موضوع زنان، زنانگی و مطالعات جنسیت، تهران: نشر ثالث، ۱۳۹۹ [۵۰]
- «مرگ‌ها و یادها»: انتشارات انسان‌شناسی، ۱۳۹۹
- «هویت و بی‌هویتی شهر»: مرکز مطالعات فرهنگی شهر تهران، ۱۳۹۹
- «روزگار کرونا: تأملاتی اجنماعی-سیاسی دربارۀ کرونا ویروس» تهران:انتشارات پارسی آبی، ۱۳۹۹
- «در تار و پود فرهنگ» تهران: نشر ثالث، ۱۴۰۰
- «سینمای مستند و فیلم اتنوگرافیک» ویراست جدید، تهران: انتشارات پارسی آبی، ۱۴۰۰
- «من، او، آن‌ها در نگاه واژه دوربین» تهران: انتشارات پارسی آبی، ۱۴۰۰
- «در ستایش ویرانگری: دربارۀ سینمای محمدرضا اصلانی» تهران: انتشارات پارسی آبی، ۱۴۰۰
- «پاریس، یک فرهنگ عاشقانه» تهران: نشر آنگاه، ۱۴۰۰

### ترجمه‌ها
ناصر فکوهی کتاب‌های زیادی در حوزه‌های مختلف من‌جمله، ادبیات، هنر و تاریخ را ترجمه کرده‌است، اما بیشتر ترجمه‌های او در زمینهٔ انسان‌شناسی بوده‌است. فکوهی تاکنون ۲۰ کتاب را ترجمه کرده‌است. این کتاب‌ها عبارتند از:
- زندگانی تولستوی، رومن رولان، تهران: نشر دانش، ۱۳۶۴
- خاطرات جوانی، رومن رولان، تهران: انتشارات فردوس ۱۳۶۸
- موندو و داستان‌های دیگر، ژان ماری گوستاو لوکلزیو، تهران: نشر ماه‌ریز
- هنر و تاریخ، اکتاویو پاز، تهران: انتشارات توس، ۱۳۷۶
- قوم‌شناسی سیاسی، رولان برتون، تهران: نشر نی، ۱۳۸۰
- محکومان، مبارزات طبقاتی در شوروی (۱۹۴۱-۱۹۳۰) (دو جلدی)، شارل بتلهایم، تهران: نشر نی، ۱۳۸۱
- سال‌های گورباچف، شارل بتلهایم، تهران: نشر نی، ۱۳۸۱
- انسان‌شناسی سیاسی، کلود ریویر، تهران: نشر نی، ۱۳۸۲
- امپراتوری نشانه‌ها، رولان بارت، تهران: نشر نی، ۱۳۸۳
- درآمدی بر انسان‌شناسی، کلود ریویر، تهران: نشر نی، ۱۳۸۴
- درآمدی بر انسان‌شناسی تصویری و فیلم اتنوگرافیک، [مجموعه مقالات]، تهران: نشر نی، ۱۳۸۶
- درسی دربارهٔ درس، پیر بوردیو، تهران: نشر نی، ۱۳۸۸
- انسان‌شناسی، مارک اوژه، تهران: نشر نی، ۱۳۸۸
- انسان‌شناسی شناخت در آزمون میدان پژوهش، موریس بلوک، ۱۳۸۹
- گفتگوهایی دربارهٔ انسان و فرهنگ، پیر بوردیو [و دیگران]، تهران: انتشارات فرهنگ جاوید، ۱۳۸۹
- درباره تلویزیون و سلطه ژورنالیسم، پیر بوردیو، انتشارات آشیان؛ چاپ دوم (ویراست دوم)، تهران: انتشارات فرهنگ جاوید، ۱۳۹۰
- جامعه‌شناسی بدن، داوید لوبروتون، تهران: نشر ثالث، ۱۳۹۲
- نشانه‌شناسی ادبی (مجموعهٔ دروس افتتاحیهٔ کلژ دو فرانس)، رولان بارت، تهران: انتشارات فرهنگ جاوید، ۱۳۹۳
- پیر بوردیو و میدان دانشگاهی، تهران: پژوهشکده مطالعات فرهنگی، ۱۳۹۶
- بوطیقای شهر، پیر سانسو، همراه با زهره دودانگه، تهران: انتشارات انسان‌شناسی‌ و کتابکده کسری، ۱۳۹۹
- درآمدی بر انسان‌شناسی درد و رنج در میان نابودی و نوزایی، داوید لوبروتون، به همراه فاطمه سیارپور، تهران: نشر ثالث، ۱۳۹۹
- جامعه‌شناسی درد و رنج، داوید لوبروتون، تهران: نشر ثالث، ۱۴۰۰
- فوکو، نظم گفتمان و جستارهای دیگر، تهران: انتشارات انسان‌شناسی، ۱۴۰۰
- لوی استروس و زایش جهان، تهران: نشر ثالث، ۱۴۰۱

### گفتگوها
| - ما و راجر! - دوردست همچون هرتسوگ! - گفتگو دربارهٔ انسان‌شناسی هنر (همایش انسان‌شناسی هنر اصفهان) - شاید تهران هم انار داشته باشد! - راهی جز تغییر و سالم‌سازی از جز به کل نداریم - از آن سال‌های پرشور پاریس… - ریمون آرون در میان دو راه - دربارهٔ آسیب‌شناسی آموزش و پرورش - دربارهٔ نظام آموزش و پرورش در ایران - تفریح، تفکر، تجارت - توسعه و توانمندسازی بومی - هویت شهری و کرج - زنانه شدن جهان بدیلی دربرابر خشونت ایدئولوژیک و فرهنگی–اقتصادی در جهان - اراده‌ای ملی برای دولتی عقلانی - از نخبگی تا روشنفکری - استروس متفکری برای قرون آینده - انتخابات و تبلیغات - اندیشه شهر و شهرنشینی - ایدئولوژی کردن جامعه و تغییر فرهنگی - آزادی بیان مشارکت اجتماعی را تقویت می‌کند. - بازگشت نخبگان به مسئولیت‌های کلیدی - بحران جهانی پی‌آمد الگوهای مدیریت مردانه جهان | - بیان نامه اعتدال - پی آمدهای اجتماعی بومی گزینی - پیرامون روشنفکری - تقابل فرهنگ در مهاجرت و پی آمدهای آن - توسعه و توانمندسازی بومی - تهرانی اصیل: خاطره‌ای دوردست… - جامعه ما و سیاست زدگی - چالش‌های یک انتخابات - چشم‌انداز اندیشه بوردیو - حیات روزمره در مدرنیته شهر: دربارهٔ هانری‌لوفبور - دربارهٔ ۱۶ آذر - دربارهٔ اعتراض - دربارهٔ پارازیت‌های ماهواره‌ای - دربارهٔ خودکشی‌های اخیر - دربارهٔ دانشگاه و نقش‌های آن - دربارهٔ فرهنگ شهروندی - دربارهٔ کتاب انسان و فرهنگ - گفتگو در مورد کتاب دربارهٔ تلویزیون - روشنفکران و جامعه ایرانی - ریشه‌های فرهنگی تحولات سیاسی - شهر و شهروندی - ضرورت مطالعات بین رشته‌ای - طرح بومی گزینی آسیب‌های اجتماعی را افزایش می‌دهد - علوم انسانی و روشنفکران | - فضایی در انجمن جامعه‌شناسی برای اندیشیدن به زبان، مفاهیم و واژگان علوم‌اجتماعی - کتاب بوردیو دربارهٔ تلویزیون و سلطه ژورنالیسم - گفتگوی ناصر فکوهی با جلال ستاری دربارهٔ اسطوره - گفتگوی ناصر فکوهی با علی بلوکباشی دربارهٔ سنت - گفتگوی ناصر فکوهی با محمد رضا حائری دربارهٔ شهر - گفتگوی ناصر فکوهی عبداله کوثری دربارهٔ آمریکای لاتین - گفتگوی ناصر فکوهی و الویا رستروپ و دربارهٔ نادر افشار نادری - مشکل هویت در کلان‌شهرها - مفاهیم کلیدی شهر و شهروندی - ملت، شهروند و وحدت ملی - مناسک آیینی در شهر - موانع انسان‌شناسی ایران - نمادهای شهری و جایگاه آن‌ها در شهرنشینی - هویت ایرانی درگذار از قومیت به ملیت - هویت شهری و کرج - یورش ایدئولوژیک به طبقه کارگر در آثار هنری بی محتوا - گفتگو با اریک هابسبام: تاریخ بزرگ سرمایه‌داری (ترجمه) - دربارهٔ غذا و فرهنگ (ترجمه) - دربارهٔ مکتب جامعه‌شناسی شیکاگو (ترجمه) - ایدئولوژی شدن جامعه و تغییر فرهنگی - تقابل فرهنگ‌ها در مهاجرت و پیامدهای آن - فضایی برای اندیشیدن به زبان، واژگان و مفاهیم علوم اجتماعی |

## سمت‌های مورد تصدی
سمت کنونی ناصر فکوهی، مدیر وبگاه و عضو هیئت مؤسس مؤسسهٔ انسان‌شناسی و فرهنگ است.
- پیشینه حرفه‌ای
- سردبیر مجله مطالعات انسان‌شناسی ایران (نامه علوم‌اجتماعی)، گروه انسان‌شناسی دانشکده علوم‌اجتماعی دانشگاه تهران، ۱۳۸۹ تا امروز
- مدیر سایت انسان‌شناسی و فرهنگ از ۱۳۸۵ تا امروز
- رئیس گروه انسان‌شناسی هنر در فرهنگستان هنر، ۱۳۸۲–۱۳۸۸
- مدیر گروه انسان‌شناسی، دانشکده علوم‌اجتماعی دانشگاه تهران، ۱۳۸۳ تا ۱۳۸۵
- دانشیار گروه انسان‌شناسی، دانشکده علوم‌اجتماعی دانشگاه تهران، ۱۳۸۳ تا امروز
- استادیار گروه انسان‌شناسی، دانشکده علوم‌اجتماعی دانشگاه تهران، ۱۳۷۷ تا ۱۳۸۳
- سردبیر مجله انجمن انسان‌شناسی ایران، نامه انسان‌شناسی، ۱۳۸۱–۱۳۸۴
- مدیر آگاه‌سازی و پروژه‌های فرهنگی، معاونت امور انرژی وزارت نیرو، ۷۹–۱۳۷۴
- همکاری حرفه‌ای با مطبوعات و نشریات تخصصی در حوزه شهرسازی، فرهنگ، اقتصاد و توسعه، ۱۳۷۴ تا امروز
- عضویت‌های علمی
- عضو هیئت علمی گروه انسان‌شناسی دانشکده علوم‌اجتماعی دانشگاه تهران، ۱۳۷۷ تا امروز
- عضو پیوسته گروه ارتباطات دانشکده علوم‌اجتماعی دانشگاه تهران، ۱۳۷۹ تا ۱۳۸۱
- عضو مؤسس، عضو هیئت مدیره و رئیس انجمن انسان‌شناسی ایران ۱۳۷۹تا ۱۳۸۵ (دوره ریاست ۱۳۸۴–۱۳۸۵)
- عضو انجمن جامعه‌شناسی ایران، ۱۳۷۹ تا امروز
- عضو هیئت مدیره و انجمن جامعه‌شناسی ایران، ۱۳۸۵ تا امروز
- نایب رئیس انجمن جامعه‌شناسی ایران ۱۳۸۵ تا امروز
- عضو انجمن روانشناسی اجتماعی ایران، ۱۳۸۱ تا ۱۳۸۴
- عضو شورای علمی و مسئول بخش انسان‌شناسی در گروه علوم‌اجتماعی مرکز بین‌المللی گفتگوی تمدن‌ها، ۸۱–۱۳۷۹
- عضو شورای علمی پژوهشکده مردم‌شناسی سازمان میراث‌فرهنگی، ۱۳۷۹ تا ۱۳۸۱
- عضو و رئیس کمیسیون پژوهش‌های کاربردی، معاونت پژوهشی دانشگاه تهران، ۸۱–۱۳۸۰
- عضو شورای علمی تحصیلات تکمیلی، بنیاد ایران‌شناسی، ۱۳۸۴ تا امروز
- عضو هیئت تحریریه مجله نامه علوم‌اجتماعی (دانشکده علوم‌اجتماعی دانشگاه تهران) ۱۳۸۷ تا امروز
- عضو هیئت تحریریه مجله مطالعات اجتماعی (انجمن جامعه‌شناسی ایران) ۱۳۸۵ تا امروز
- عضو شورای علمی مجله فرهنگ و معماری، ۱۳۸۴ تا امروز

## واژه‌نامه
1. ↑  nouveau regime